# 가는뼈쥐
가는뼈쥐(Juliomys ossitenuis)는 비단털쥐과에 속하는 남아메리카 설치류이다. 브라질의 토착종이다.

## 특징
작은 설치류로 머리부터 몸까지 길이는 82~97mm, 꼬리 길이는 89~116mm, 발 길이는 20~21mm이다. 귀 길이는 14~17mm, 몸무게는 최대 28g이다. 털은 짧고 솜털처럼 푹신푹신하다. 등 쪽은 짙은 갈색과 오렌지색을 띠고, 코와 엉덩이는 연하고 밝은 반면에 배 쪽은 크림색이 섞인 흰색이다. 발은 짧고 넓으며, 등은 작은 오렌지색 털로 덮여 있다. 꼬리는 머리부터 몸까지 길이보다 길고, 윗면은 진하고 아랫면은 밝은 색을 띠며 꼬리 끝은 작은 털 다발로 되어 있다. 핵형은 2n=20, FN=36이다.

## 분포 및 서식지
브라질 상파울루주와 미나스제라이스주, 이스피리투산투주에서 발견된다. 해발 800m 이상의 대서양림과 반-탈락성 우림에서 서식한다.

## 생태
나무 위에서 생활하는 종이다. 건기가 시작되는 5월에 새끼를 돌보는 암컷이 발견된다.